# 70 Pegasi
70 Pegasi, som är stjärnans Flamsteed-beteckning, är en dubbelstjärna belägen i den mellersta delen av stjärnbilden Pegasus. Den har en skenbar magnitud på ca 4,56 och är svagt synlig för blotta ögat där ljusföroreningar ej förekommer. Baserat på parallaxmätning inom Hipparcosuppdraget på ca 18,7 mas, beräknas den befinna sig på ett avstånd på ca 175 ljusår (ca 54 parsek) från solen. Den rör sig närmare solen med en heliocentrisk radialhastighet av ca –17 km/s. På det beräknade avståndet minskar stjärnans skenbara magnitud med 0,07 ± 0,02 enheter genom en skymningsfaktor orsakad av interstellärt stoft.

## Egenskaper
Primärstjärnan 70 Pegasi A är gul till vit jättestjärna av spektralklass G8 IIIa.  Den ingår troligen i röda klumpen och genererar nu energi genom termonukleär fusion av helium i kärnan. Den har en massa som är ca 2,5 solmassor, en radie som är ca 8 solradier och utsänder ca 48 gånger mera energi än solen från dess fotosfär vid en effektiv temperatur på ca 5 000 K.
70 Pegasi är en enkelsidig spektroskopisk dubbelstjärna med en omloppsperiod på 2,58 år (941 dygn) och en hög excentricitet på 0,713. Följeslagaren är troligen en stjärna i huvudserien med en låg massa av högst 0,4 gånger solens massa.